# Rytigynia dichasialis
Rytigynia dichasialis är en måreväxtart som beskrevs av Henrik Lantz och Roy Emile Gereau. Rytigynia dichasialis ingår i släktet Rytigynia och familjen måreväxter.
Artens utbredningsområde är Tanzania. Inga underarter finns listade i Catalogue of Life.